# Liriomyza blechi
Liriomyza blechi este o specie de muște din genul Liriomyza, familia Agromyzidae, descrisă de Spencer în anul 1973. Conform Catalogue of Life specia Liriomyza blechi nu are subspecii cunoscute.